# Ядвіга Гольштейн-Готторптська
Ядвіга Гольштейн-Готторптська (нім. Hedwig von Schleswig-Holstein-Gottorf; 23 грудня 1603 — 22 березня 1657) — донька герцога Гольштейн-Готторптського Йоганна Адольфа та данської принцеси Августи, дружина графа Зульцбаха Августа.

## Походження
Ядвіґа була третьою донькою та п'ятою дитиною в родині герцога Гольштейн-Готторптського Йоганна Адольфа та його дружини, данської принцеси Августи. По материнській лінії  була онукою короля Данії та Норвегії Фредеріка II та Софії Мекленбург-Ґюстровської. З батьківського боку була онукою першого герцога Гольштейн-Готторптського Адольфа та Христини Гессен-Кассельської.

## Життєпис

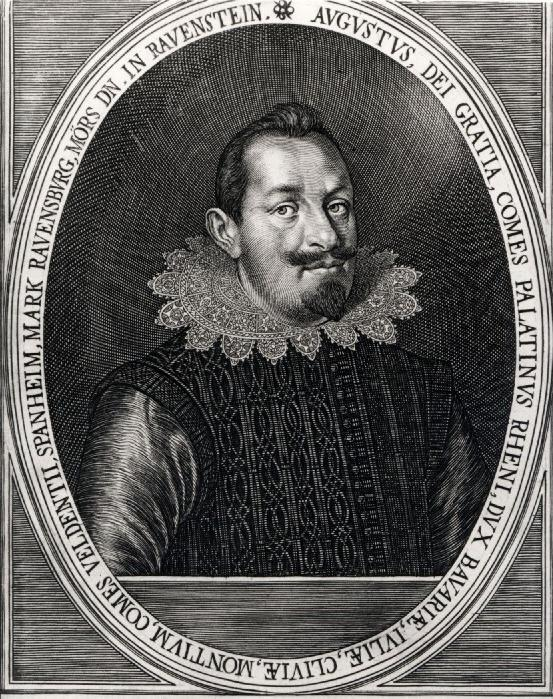
Август Зульцбаський

Ядвіґа Гольштейн-Готторптська народилася 23 грудня 1603 року. В неї вже були двоє братів та дві сестри. Згодом з'явилися ще два брати і сестра. 
У шістнадцять років Ядвіґа була пошлюблена графом Зульцбахським Августом. Він панував вже шість літ, а досі не мав дружини. Весілля відбулося 17 липня 1620 року у замку Хузум. Ядвіґа народила чоловікові сімох дітей.
Із Августом Зульцбахським Ядвіґа прожила 12 років. Він помер 14 серпня 1632 року по завершенні успішних ділових переговорів. Титул та володіння успадкував їхній син Крістіан Август. 
Ядвіґа пережила чоловіка на чверть століття і померла 22 березня 1657 року у Нюрнберзі. Похована поруч із чоловіком у катедральному соборі Святого Мартіна у Лауінгені.

## Родина
Чоловік — Август Зульцбаський
Діти:
- Анна Софія — (1621—1675) — одружена із Йоакімом Ернестом Еттінгенським, мали восьмеро дітей.
- Крістіан Август — (1622—1708) — граф Зульцбаху. Одружений із Амалією Нассау-Зігенською, мав п'ятеро діточок.
- Адольф Фрідріх — (1623—1624) — помер у ранньому віці.
- Августа Софія — (1624—1682) — дружина князя (герцога) Венцеля Еусебія з Лобковіц, мали п'ятеро дітей.
- Йоганн Людвіг — (1625—1649) — шведський генерал.
- Філіпп Флорін — (1630—1703) — пфальцграф Пфальцький, імперський генерал-фельдмаршал.
- Доротея Сюзанна — (1631—1632) — померла у ранньому віці.